# Grande Prêmio do Cinema Brasileiro 2004
O Grande Prêmio do Cinema Brasileiro de 2004 (também chamado de Grande Prêmio TAM de Cinema Brasileiro), organizado pela Academia Brasileira de Cinema e com patrocínio da companhia aérea TAM Linhas Aéreas (atualmente chamada de LATAM Airlines Brasil) após um ano sem patrocínio master na premiação, foi maior premiação do Cinema Brasileiro do ano de 2004 e premiou os profissionais da área do cinema, bem como, os filmes lançados comercialmente no ano de 2003.
O evento foi realizado no Cine Odeon, no Rio de Janeiro no dia 8 de setembro de 2004. A premiação foi apresentada pelo grupo teatral Os Dezequilibrados sob a direção do ator, dramaturgo e diretor Ivan Sugahara. A noite de premiação teve como artista homenageada o ator Paulo José, conhecido por seu trabalho em Macunaíma, dentre muitos outros filmes.
A cerimônia deste ano ficou marcada pelas ofensas do diretor Cláudio Assis dirigidas ao diretor Héctor Babenco quando este subiu ao palco para receber um dos prêmios da noite. O fato repercutiu bastante na época e ganhou diversas manchetes de jornais.
Carandiru foi o filme com mais indicações na noite com 14 indicações, seguido de Amarelo Manga e Lisbela e o Prisioneiro, com 13 indicações cada. No entanto, o filme que sagrou-se como o melhor longa de ficção foi O Homem Que Copiava.

## Vencedores e indicados
Os nomeados para a premiação foram anunciados pela Academia Brasileira de Cinema em 1 de setembro de 2004. Os vencedores da premiação estão destacados em negrito:
| Melhor Longa-Metragem de Ficção | Melhor Direção |
| --- | --- |
| - O Homem Que Copiava – Nara Goulart, Luciana Tomasi, produtoras - Amarelo Manga – Cláudio Assis, Marcelo Ludwig Maia, Paulo Sacramento, produtores - Carandiru – Flávio Ramos Tambellini, Héctor Babenco, Óscar Kramer, Rui Pires, Fabiano Gullane, produtores - Lisbela e o Prisioneiro – Paula Lavigne, Guel Arraes, Mauro Lima, Tereza Gonzalez, Ivan Teixeira, Virginia Cavendish, produtores - Separações – Clélia Bessa, Luiz Leitão, produtores. | - Héctor Babenco – Carandiru - Jorge Furtado – O Homem Que Copiava - Cláudio Assis – Amarelo Manga - Guel Arraes – Lisbela e o Prisioneiro - João Moreira Salles – Nelson Freire |
| Melhor Atriz | Melhor Ator |
| - Débora Falabella – 2 Perdidos numa Noite Suja como Paco - Dira Paes – Amarelo Manga como Kika - Leona Cavalli – Amarelo Manga como Lígia - Maria Luísa Mendonça – Carandiru como Dalva - Simone Spoladore – Desmundo como Oribela | - Selton Mello – Lisbela e o Prisioneiro como Leléu Antônio da Anunciação - Chico Díaz – Amarelo Manga como Wellington Kanibal - Lázaro Ramos – O Homem Que Copiava como André - Matheus Nachtergaele – Amarelo Manga como Dunga - Rodrigo Santoro – Carandiru como Lady Di |
| Melhor Atriz Coadjuvante | Melhor Ator Coadjuvante |
| - Luana Piovani – O Homem Que Copiava como Marinês - Beatriz Segall – Desmundo como Dona Brites - Leona Cavalli – Carandiru como Dina - Natália Lage – O Homem do Ano como Érica - Virginia Cavendish – Lisbela e o Prisioneiro como Inaura | - Pedro Cardoso – O Homem Que Copiava como Cardoso - Bruno Garcia – Lisbela e o Prisioneiro como Douglas - Caco Ciocler – Desmundo como Ximeno Dias - Jonas Bloch – Amarelo Manga como Isaacd - Sabotage – Carandiru como Fuinha - Tadeu Mello – Lisbela e o Prisioneiro como Cabo Citonho |
| Melhor Roteiro Original | Melhor Roteiro Adaptado |
| - O Homem Que Copiava – Jorge Furtado - Amarelo Manga – Hilton Lacerda - Durval Discos – Anna Muylaert - Nelson Freire – João Moreira Salles, Felipe Lacerda e Flávio Pinheiro - Separações – Domingos de Oliveira e Priscilla Rozenbaum | - Carandiru – Héctor Babenco, Fernando Bonassi e Victor Navas, baseado no livro Estação Carandiru, de Drauzio Varela - 2 Perdidos numa Noite Suja – Paulo Halm, baseado na peça Dois Perdidos Numa Noite Suja de Plínio Marcos - Desmundo – Sabina Anzuategui e Alain Fresnot, adaptado do romance Desmundo, de Ana Miranda - Lisbela e o Prisioneiro – Guel Arraes, Jorge Furtado e Pedro Cardoso, adaptado da peça Lisbela e o Prisioneiro, de Osman Lins - O Homem do Ano – Rubem Fonseca, baseado no romance O Matador, de Patrícia Melo |
| Melhor Longa-Metragem Documentário | Melhor Longa-Metragem Estrangeiro |
| - Nelson Freire – João Moreira Salles - À Margem da Imagem – Evaldo Morcarzel - Banda de Ipanema - Folia de Albino – Paulo César Saraceni - Paulinho da Viola: Meu Tempo é Hoje – Izabel Jaguaribe - Um Passaporte Húngaro – Sandra Kogut | - As Invasões Bárbaras (Canadá) – Denys Arcand - As Horas (Estados Unidos) – Stephen Daldry - O Pianista (França) – Roman Polanski - Sobre Meninos e Lobos (Estados Unidos) – Clint Eastwood - Tiros em Columbine (Estados Unidos) – Michael Moore |
| Melhor Direção de Arte | Melhor Fotografia |
| - Desmundo – Adrian Cooper e Francisco Andrade - Amarelo Manga – Renata Pinheiro - Carandiru – Clóvis Bueno - Lisbela e o Prisioneiro – Cláudio Amaral Peixoto - O Homem Que Copiava – Fiapo Barth | - Amarelo Manga – Walter Carvalho - Carandiru – Walter Carvalho - Desmundo – Pedro Farkas - Deus é Brasileiro – Affonso Beato - O Homem do Ano – Breno Silveira |
| Melhor Figurino | Melhor Maquiagem |
| - Desmundo – Marjorie Gueller - Amarelo Manga – Andrea Monteiro - Carandiru – Cristina Camargo - Lisbela e o Prisioneiro – Emília Duncan - O Homem do Ano – Cláudia Kopke | - Desmundo – Vavá Torres - Amarelo Manga – Lúcio Galvão - Carandiru – Gabi Moraes - Lisbela e o Prisioneiro – Marlene Moura - O Homem do Ano – Juliana Mendes |
| Melhor Som | Melhor Trilha Sonora |
| - Nelson Freire – Aloysio Compasso, Denílson Campos e Gabriel Pinheiro - Carandiru – Romeu Quinto, Eliza Paley e Miriam Biderman - Desmundo – Romeu Quinto e Roberto Ferraz - Deus é Brasileiro – Márcio Câmara, Tom Paul e Michael Semanick - Lisbela e o Prisioneiro – José Morau Louzeiro, Miriam Biderman e Armando Torres Jr. | - Lisbela e o Prisioneiro – João Falcão e André Moraes - Carandiru – André Abujamra - Desmundo – John Neschling - Durval Discos – André Abujamra - Nelson Freire – João Moreira Salles |
| Melhor Montagem | Melhor Curta-Metragem de Ficção |
| - O Homem Que Copiava – Giba Assis Brasil - 2 Perdidos numa Noite Suja – Eduardo Escorel - Amarelo Manga – Paulo Sacramento - Carandiru – Mauro Alice - Lisbela e o Prisioneiro – Paulo Henrique Farias | - Bala Perdida – Victor Lopes - Águas de Romanza – Gláucia Soares e Patrícia Baía - Cega Seca – Sofia Federico - Os Fiéis – Danilo Solferini - Momento Trágico – Cibele Amaral - O Resto é Silêncio – Paulo Halm - Transubstancial – Torquato Joel |
| Melhor Curta-Metragem Documentário | Melhor Curta-Metragem Animação |
| - Rua da Escadinha, 162 – Márcio Câmara - Carolina – Jeferson De - Cartas da Mãe – Fernando Kinas e Marina Willer - Cemitério da Memória - Fragmentos da Vida Cotidiana – Marcos Pimentel - Cinema Pagador – Isabel Ribeiro e Henrique Pires | - A Moça Que Dançou Depois de Morta – Ítalo Cajueiro - Aquarela – Andrés Lieban e André Koogan Breitman - Engolervilha – Marcelo Fabri Marão - Curupira – Humberto Avelar - Velha História – Cláudia Jouvin - Vrruummm!!! – Paula Dager |

### Filmes com mais indicações e prêmios
| Indicações | Filme                      |
| ---------- | -------------------------- |
| 14         | Carandiru                  |
| 13         | Amarelo Manga              |
| 13         | Lisbela e o Prisioneiro    |
| 10         | Desmundo                   |
| 8          | O Homem que Copiava        |
| 5          | Nelson Freire              |
| 5          | O Homem do Ano             |
| 3          | 2 Perdidos numa Noite Suja |

| Vitórias | Filme                   |
| -------- | ----------------------- |
| 5        | O Homem que Copiava     |
| 3        | Desmundo                |
| 2        | Carandiru               |
| 2        | Lisbela e o Prisioneiro |
| 2        | Nelson Freire           |